# Arthur (Ghosts 'n Goblins)
Pour les articles homonymes, voir Arthur.
Sir Arthur (アーサー, Āsā) est un personnage de fiction et protagoniste de la série de Capcom, Ghosts 'n Goblins.

## Caractéristiques
Arthur porte une armure en acier, il s'agit de son armure de base. S'il est touché par un ennemi, il perd son armure et fini en caleçon et s'il est touché à nouveau, il meurt,. Dans Ghouls 'n Ghosts, Arthur peut obtenir une armure dorée, qui ne peut être équipée que si le personnage possède déjà l'armure d'acier. L'armure dorée lui permet d'utiliser des attaques magiques. Super Ghouls 'n Ghosts ajoute une nouvelle armure au personnage, une armure teintée de couleur verte, elle sert à augmenter la puissance des armes.
Ultimate Ghosts 'n Goblins ajoute encore de nouvelles armures à la série, elles sont progressives,. Arthur débute avec son armure en acier puis évolue avec l'armure « Warrior » qui peut être reconnue par sa couleur bleue, l'armure « Emperor » vient juste après, puis l'armure « Cursed » de couleur rouge, l'armure « Dark » représentée en violet puis la dernière armure du jeu, l'armure « Angelic », qui octroie la capacité à Arthur de voler.

## Apparitions
| 1985 | Ghosts 'n Goblins                           |
| 1986 |                                             |
| 1987 | Higemaru Makaijima                          |
| 1988 | Ghouls 'n Ghosts                            |
| 1989 |                                             |
| 1990 |                                             |
| 1991 | Super Ghouls 'n Ghosts                      |
| 1992 |                                             |
| 1993 |                                             |
| 1994 |                                             |
| 1995 |                                             |
| 1996 | Nazo Makaimura: Incredible Toons            |
| 1997 | Marvel vs. Capcom: Clash of Super Heroes    |
| 1998 |                                             |
| 1999 | SNK vs. Capcom: The Match of the Millennium |
| 2000 | Cannon Spike                                |
| 2001 |                                             |
| 2002 |                                             |
| 2003 | SNK vs. Capcom: SVC Chaos                   |
| 2004 |                                             |
| 2005 | Namco x Capcom                              |
| 2006 | Ultimate Ghosts 'n Goblins                  |
| 2007 |                                             |
| 2008 |                                             |
| 2009 |                                             |
| 2010 |                                             |
| 2011 | Marvel vs. Capcom 3: Fate of Two Worlds     |
| 2011 | Ultimate Marvel vs. Capcom 3                |
| 2012 | Project X Zone                              |
| 2013 |                                             |
| 2014 |                                             |
| 2015 |                                             |
| 2016 |                                             |
| 2017 | Marvel vs. Capcom: Infinite                 |
| 2018 |                                             |
| 2019 |                                             |
| 2020 |                                             |
| 2021 | Ghosts 'n Goblins Resurrection              |

### Ghosts 'n Goblins
Arthur est le héros de la série Ghosts 'n Goblins, il marque sa première apparition en 1985 dans Ghosts 'n Goblins. Il a pour mission de sauver la princesse Prin Prin, qui a été kidnappée par Satan (Astaroth). Arthur est équipé d'une armure en acier et se bat à l'aide de plusieurs armes (lance, dague, arc, torche) qu'il trouvera au fil de l'aventure,.
Arthur revient dans la suite parue en 1988 sur borne d'arcade, Ghouls 'n Ghosts, où le héro doit vaincre Lucifer pour libérer à nouveau la princesse Prin Prin et rendre les âmes aux habitants du royaume,,.
Dans Super Ghouls 'n Ghosts, troisième épisode de la série publié en 1991 au Japon sur Super Famicom, Arthur doit combattre cette fois-ci Sardius, l'Empereur Démon Samael, qui a kidnappé la princesse Prin Prin,,. La série Ghosts 'n Goblins disparaît quelques années jusqu'en 2006, avec l'épisode Ultimate Ghosts 'n Goblins paru sur PlayStation Portable, la trame scénaristique n'évolue pas, Arthur doit sauver la princesse, retenue prisonnière par le prince des Ténèbres, Hadès.

### Autres apparitions
En dehors de la série Ghosts 'n Goblins, Arthur apparaît dans plusieurs types de jeu vidéo. 
En 1985, il apparait dans le jeu Ghost's 'n Goblins.
En 1996, il figure dans le jeu de puzzle intitulé Nazo Makaimura: Incredible Toons, publié sur PlayStation et Sega Saturn,.
En 1998, Arthur apparaît dans le jeu de combat Marvel vs. Capcom: Clash of Super Heroes, comme « Special Partner », il s'agit d'un combattant de soutien et le 3e personnage de l'équipe,. Une année après, en 1999, Arthur apparaît dans le mini-jeu « Ghost Trick » du mode « Olympic » de SNK vs. Capcom: The Match of the Millennium. Cannon Spike, jeu d'action publié sur Dreamcast en 2000, présente Arthur comme personnage jouable parmi la liste des personnages de l'univers de Capcom, dont Cammy et Mega Man,.
En 2005, le studio Monolith Soft développe Namco x Capcom, un Tactical RPG qui mêle les personnages emblématiques de Capcom et de Namco, Arthur fait partie des personnages qui représentent Capcom avec Firebrand pour la série Ghosts 'n Goblins. En 2011, Arthur représente la firme Capcom pour le jeu de combat Marvel vs. Capcom 3: Fate of Two Worlds ainsi que son extension Ultimate Marvel vs. Capcom 3. En 2012, Monolith Soft développe un nouveau tactical RPG sur Nintendo 3DS où Arthur représente à nouveau l'univers Capcom, Project X Zone. En 2017, la série Marvel vs. Capcom est relancée avec l'épisode Marvel vs. Capcom: Infinite, Arthur marque sa troisième apparition en tant que personnage jouable.
Après sa première apparition dans le jeu Ghost's 'n Goblins durant la rentrée 1985, il apparait de nouveau, cette fois dans Ghosts 'n Goblins resurrection, sorti le 25 février 2021.